# Displacement mapping

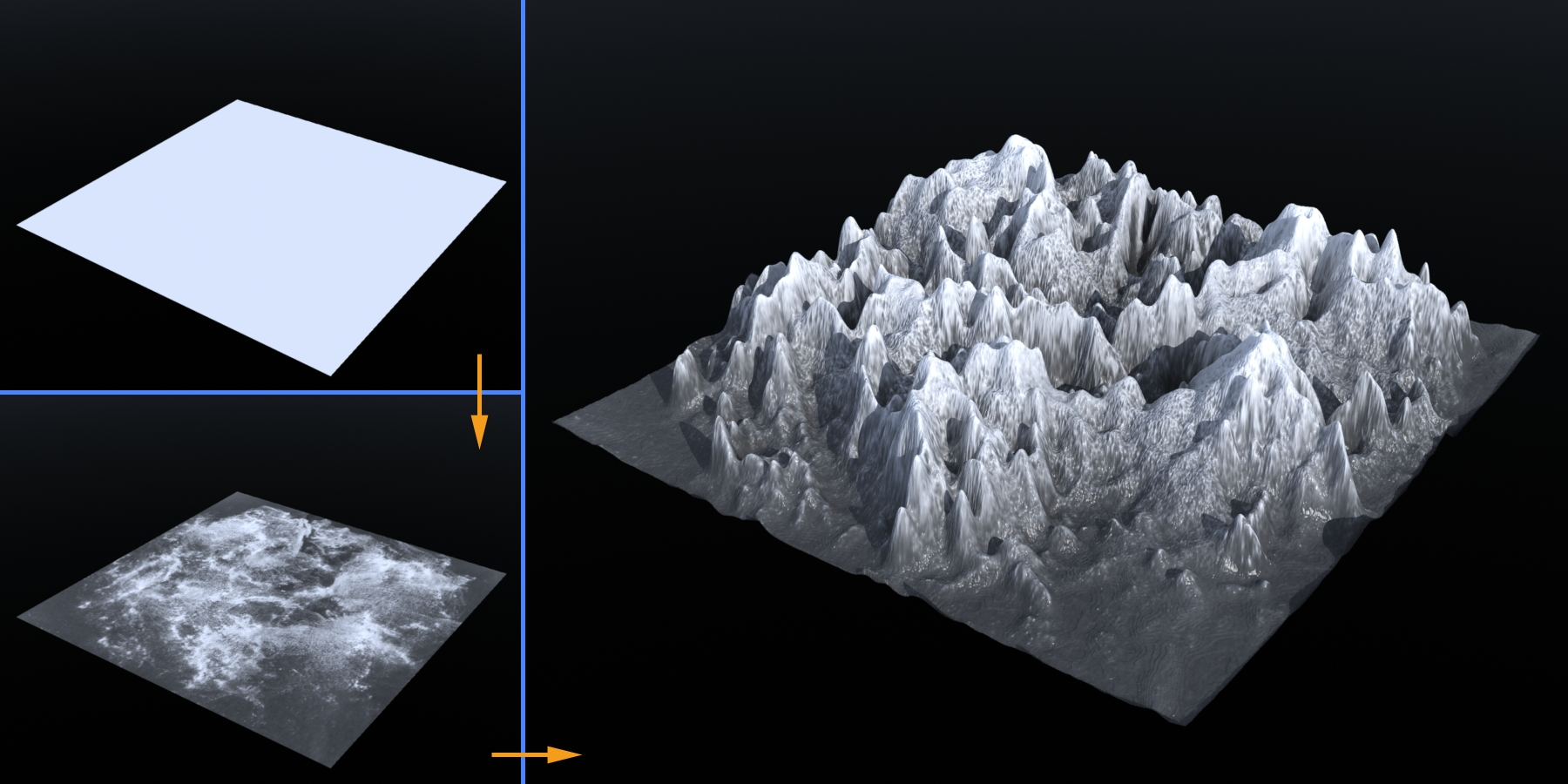
A l'esquerra i en petit: la malla original i una imatge de displacement mapping. A la dreta, la malla resultant.

 El displacement mapping s'utilitza en infografia per a afegir detalls a petita escala a la superfície de l'objecte. La geometria de la superfície és modificada, s'altera l'alçada de la superfície segons els valors escalars especificats i s'aconsegueixen resultats més realistes. A diferència del Bump mapping, que afecta només l'ombreig pla, el displacement mapping ajusta les posicions dels elements de la superfície. És una tècnica introduïda per Cook l'any 1984. Hi ha diversos enfocaments per implementar-la, s'ajusten a diferents usos.